# 円通橋

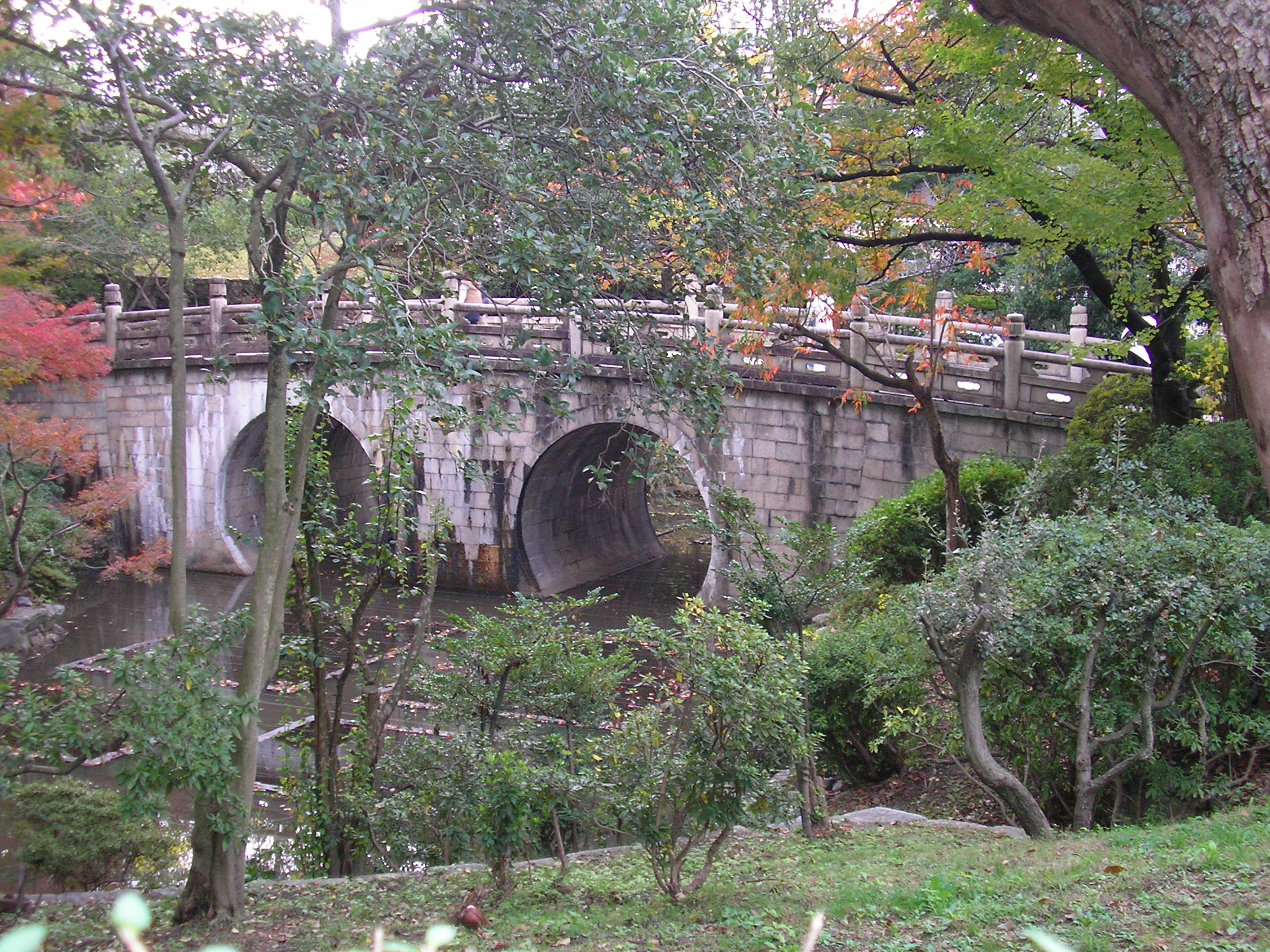
西大谷『円通橋』

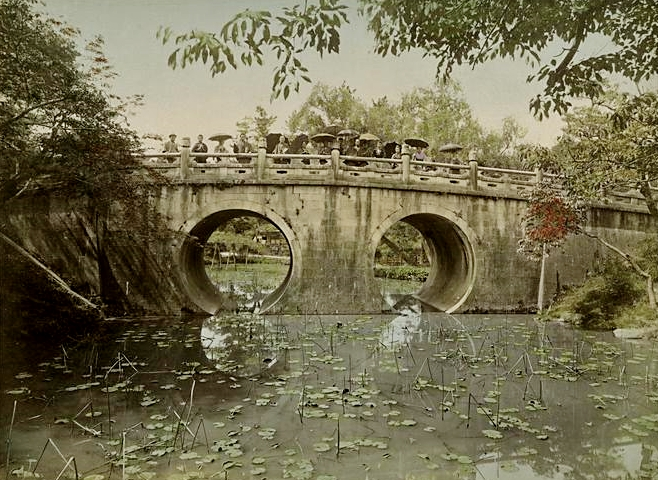
19世紀末頃の円通橋

円通橋（えんつうきょう）は、京都市東山区にある大谷本廟の門前「皓月池」に架かる花崗岩製の二連式石造アーチ橋。幅5.5m、長さ40.0m、二つの全円型アーチの直径は3.2ｍである。1856年（安政3年）の建立で、京都市内に残る唯一の江戸時代の石造アーチ橋として貴重である。二連の真円・全円型アーチがあることから「西大谷の眼鏡橋」とも呼ばれる。長崎の眼鏡橋が半円アーチながら川に映って眼鏡型をなすのに対し、ここでは全円形アーチ二つによって眼鏡型をなしている点で極めてユニークで、世界的にも極めて珍しい石造アーチ橋である。
親鸞聖人の600回忌に際し大坂の商人播磨屋五兵衛の寄進によると伝え、工事を請け負ったのは大坂の「石屋源助」、その他工事には石工の集住地として著名な愛宕郡白川村（現京都市左京区白川）の石工「太郎衛門」が関わったことも西本願寺に残る文書によって分かる。池には赤白の蓮が植えられ、かつては風光明媚な場所として市民に親しまれたが、昨今では橋の下の円形アーチに気付かない人も多い。同じ京都市内にある明治6年築造の「堀川第一橋」が市の有形文化財に指定されているのに対し、それより18年前の江戸時代に築造された重要文化財級のこの橋が未だ何ら指定を受けていない理由は不明である。